# Station White Hart Lane
White Hart Lane is een spoorwegstation van National Rail in Haringey in Engeland. Het station is eigendom van Network Rail en wordt beheerd door Greater Anglia. 